# کلاهبرداری ارزش افزوده وس
کلاهبرداری ارزش افزوده یا وس (VAS یا Value Added Services) یکی از بزرگ‌ترین و جنجالی‌ترین پرونده‌های فساد مالی در ایران بود.
این نوع کلاهبرداری در حوزه خدمات پیامکی صورت می‌گرفت و با سوءاستفاده از سیستم‌های اپراتورهای تلفن همراه و نبود نظارت کافی، مبالغ هنگفتی به مدت 8 سال از افراد زیادی سرقت شد.
این کلاهبرداری برای اولین بار توسط محمد جرجندی (کارشناس جرائم سایبری) با ارائه اسناد ، مدارک و جزئیات فنی افشا شد و سپس توسط محمدجواد آذری جهرمی، وزیر ارتباطات و فناوری اطلاعات دولت دوازدهم مطرح شد.

## شرح کلاهبرداری
خدمات ارزش افزوده در اصل برای افزودن امکاناتی مانند پیامک‌های خبری، سرگرمی یا خدمات خاص طراحی شده بود، اما این سیستم به‌مرور تبدیل به ابزاری برای کلاهبرداری شد .
در این نوع کلاهبرداری، افراد بدون اینکه آگاهانه در خدمات خاصی عضو شوند، به صورت خودکار در سرویس‌های پیامکی پولی ثبت‌نام می‌شدند.
این سرویس‌ها به طور روزانه مبلغی از شارژ یا حساب مشترک کسر می‌کردند و در قبال آن یا هیچ خدمات واقعی ارائه نمی‌دادند، یا فقط پیام‌های بی‌ارزش (مثل لطیفه، فال، دانستنی و...) ارسال می‌کردند.
یکی از راه های کلاهبرداری با تبلیغاتی مثل "با زدن این کد 100 گیگ اینترنت رایگان بگیرید" یا "جایزه ببرید"، افراد را تشویق به ارسال کدی خاص به سر شماره‌ای مشخص می‌کردند که به‌محض ارسال آن کد، کاربر ناآگاهانه در سرویس‌های ارزش افزوده ثبت‌نام می‌شد و روزانه مبلغی مانند 300 تا 500 تومان، از حساب او کسر می‌گردید.
در بسیاری از موارد، نه پیام تأیید برای ثبت‌نام ارسال می‌شد، نه راهی برای خروج ساده از این سرویس وجود داشت.
اپراتورهای تلفن همراه که درصدی از این درآمد را دریافت می‌کردند، عملاً نظارت یا پیگیری کافی نداشتند و یا سکوت کردند.
براساس گزارش‌ها، بیش از ۲۶۰ میلیارد تومان از مردم طی چند سال از طریق این سرویس ارزش افزوده سرقت شده بود. این مبلغ بین اپراتورها و شرکت‌های ارائه‌دهنده سرویس تقسیم می‌شد.

## سرانجام کلاهبرداری
وزیر ارتباطات صراحتا اعلام کرد که «ارائه وس به شکلِ امروزی آن در ایران غیرقانونی است.» به همین دلیل در مصوبه ۱۴۷ کمیسیون تنظیم مقررات ارتباطات آمد:
«برای ارایه خدمات ارزش افزوده پیامکی از سوی اپراتور‌ها تأیید مشترک برای فعال‌سازی الزامی است؛ بنابراین اپراتور باید در مورد تمامی خدمات ارزش افزوده محتوایی پیامکی، قبل از شروع ارایه خدمات، از طریق یک پیامک درباره ارایه خدمات از مشترک سوال و در صورت تأیید مشترک آن را فعال کند.»
در تاریخ 26 شهریور 1398 محمدجواد آذری جهرمی در توییتی با هشتگ #پایان_وس به صورت رسمی اعلام کرد که کمپینی برای پایان دادن به سرویس‌های ارزش‌افزوده بدون اطلاع کاربران کلید زده‌ است. او در این توییت نوشت :
" شاید وقتش رسیده باشد که به زودی «کل سرویس‌های ارزش افزوده» را برای همیشه تعطیل کنیم.
دوستان دیگر به یقین رسیده‌اند که در مورد #حق‌الناس هیچ خط قرمزی ندارم، مخصوصاً اگر از جیب مردم دزدی شود! "
کد دستوریِ *۸۰۰# نیز برای مقابله با کلاهبرداری‌های موجود ارائه شد، تا هر کاربری که در معرض کلاهبرداری واقع شده، بتواند خدمات وس را غیرفعال کند.
محمدجواد آذری جهرمی در اواخر شهریور تا مهر ۱۳۹۷ اعلام کرد که 5 شرکت متخلف شناسایی شدند و وعده داد که مبالغ سرقت رفته «طی ۱۰ روز» به حساب مشترکان بازگردد.
با این حال، تا به امروز اطلاعات رسمی درباره محکومیت قضایی دقیق مدیران این شرکت ها یا میزان مبلغ برگشتی به مردم منتشر نشده است. برخی خبرگزاری‌ها اعلام کردند که مبالغ به مردم بازنمی‌گردد.